# Silence (Odyssice)
Silence is het derde studioalbum van Odyssice. Na het vorig album Impression bleef het weer lang stil rond de band. Bastian Peeters moest weer nieuwe muzikanten om hem heen verzamelen om tot een goed album te komen. In 2010 kwam Silence uit, de titel verwijst naar het feit dat de muziek op het album geïnspireerd is door de verschillende soorten stilte in de natuur, het feit dat er niet gezongen wordt en de tien jaar stilte rond de band. De muziek is een mengeling van Yes, Camel en Steve Hackett (beginperiode). Odyssice weet de stemverdeling gelijk te houden, daardoor is er soms relatief veel bas als solo-instrument te horen. Opnamen vonden plaats in de  eigen (Peeters) Legend Studio te Leersum. Het album kreeg in de kritieken (binnen de progressieve rock) complimenten in IO Pages, Progwereld en Dutch Progressive Rock Pages. Een interview met de band werd in het blad Aardschok weergegeven.
Het platenlabel Cyclops Recrods stopte in 2013; het album werd daarna niet opnieuw uitgegeven en is in nieuwe staat niet meer verkrijgbaar (gegevens 2020).

## Musici
- Bastiaan Peeters – gitaar, gitaarsynthesizer
- Jeroen van der Wiel – toetsinstrumenten
- Menno Boomsma – slagwerk
- Peter Kosterman – basgitaar

## Muziek
Alle van Odyssice

| Nr. | Titel               | Duur  |
| --- | ------------------- | ----- |
| 1.  | 2L                  | 8:06  |
| 2.  | Memento             | 6:07  |
| 3.  | Chinese waters      | 7:12  |
| 4.  | Colours of silence  | 6:49  |
| 5.  | Flags without heart | 9:13  |
| 6.  | Continental motion  | 10:38 |
| 7.  | Swank               | 5:45  |